# Akbariyya
Akbariyya een neo-soefistische school, 

## Stichter
De orde werd in het begin van de 20e eeuw opgericht door Abd al- Rahman 'Illyash al- Kabir, een Egyptische sheikh.

## De orde
Deze tariqa, als het al een tariqa was, was een van de allereerste, zo niet de allereerste die westerse volgelingen had. De Zweedse schilder Ivan Agueli werd in 1907 tijdens een bezoek aan Egypte geïnitieerd door Abd al-Rahman.
De orde zegt terug te gaan op Ibn al- Arabi, en komt voort uit de Shadhiliya orde.